# Tamar Braxton
Tamar Estine Braxton (ˈ|t|eɪ|m|ɑr; Severn, Maryland, 17 de marzo de 1977) es una cantante, actriz, modelo y personalidad de televisión estadounidense. Braxton tuvo su primer gran salto en la música en 1990 como miembro fundador del grupo estadounidense de R&B, The Braxtons, formado junto con sus hermanas. The Braxtons lanzaron su álbum de debut, So Many Ways, como un trío en 1996. En 2000, Braxton comenzó su carrera en solitario, después de firmar con DreamWorks Records. Lanzó su álbum debut auto-titulado ese mismo año. En 2011, Braxton se reunió con sus hermanas para el reality show de WE tv, Braxton Family Values. La primera temporada fue el reality show número uno en WE TV, y la red ordenó una segunda temporada de 13 episodios después del tercer episodio. 
Braxton regresó a la industria de la música después de trece años de descanso, con su segundo álbum, Love and War (2013). El álbum fue lanzado a través de Epic Records y se convirtió en un éxito comercial.
Braxton es copresentadora del programa de entrevistas The Real para la Fox Broadcasting Company, siendo copresentadora de 2013 a 2016, junto con Tamera Mowry-Housley,  Adrienne Bailon, Jeannie Mai y Loni Love, desde que se estrenó el programa el 15 de julio de 2013.
La última aventura de la carrera de Braxton es un acuerdo de desarrollo de televisión exclusivo firmado con East 112th Street Productions de Steve Harvey, para su propio programa de entrevistas y series de televisión.

## Vida y carrera

### 1977–99: Principios de vida y carrera
Tamar Estine Braxton nació en Severn, Maryland el 17 de marzo de 1977 de sus padres Michael y Evelyn Braxton. Ella es la más joven de los seis hijos de los Braxton, Tamar comenzó a cantar desde niña. Los hijos de los Braxton entrarían eventualmente en un coro de la iglesia, en donde su padre Michael Braxton era un pastor. Las Hermanas Toni, Traci, Towanda, Trina y Tamar Braxton firmaron su primer contrato discográfico con Arista Records en 1989. En 1990, lanzaron su primer sencillo, «Good Life». «Good Life» no tuvo éxito sólo alcanzando el puesto número 79 en el Billboard Hot R&B/Hip-Hop Singles. En el momento del lanzamiento del sencillo, las diferencias de edad de los miembros crearon un problema con el marketing. Posteriormente, The Braxtons fueron eliminados de Arista Records.
En 1991, durante un escaparate con L.A. Reid y Kenneth "Babyface" Edmonds,  que estaban en proceso de formar LaFace Records, Toni Braxton, menos sus cuatro hermanas, fue elegida y firmada como la primera artista femenina solista. En ese momento, a los miembros restantes se les dijo que LaFace no estaba buscando a otro grupo de chicas ya que acababan de firmar con TLC. Después de la salida de Toni del grupo, las miembros restantes de The Braxtons se convirtieron en cantantes de reserva para la primera gira de Toni, vídeos musicales y apariciones promocionales. Traci, Towanda, Trina y Tamar aparecieron en el video musical del tercer sencillo de Toni Braxton, «Seven Whole Days», de su álbum de debut homónimo.
En 1993, el vicepresidente de LaFace Records A&R, Bryant Reid, firmó con The Braxtons a LaFace. Sin embargo, el grupo nunca lanzó un álbum o sencillo para el sello. Cuando Reid pasó a trabajar para Atlantic Records, convenció a ejecutivos de LaFace para que le permitiera llevar al grupo a Atlantic también.
Se informó en la revista Vibe que en 1995, Traci Braxton había dejado el grupo para seguir una carrera como consejero juvenil. Sin embargo, no se confirmó hasta 2011 una aparición promocional en The Mo'Nique Show, que Traci no se le permitió firmar con Atlantic debido a su embarazo en el momento.
En 1996, Tamar, Trina y Towanda regresaron con un nuevo álbum titulado So Many Ways, que alcanzó el puesto 26 en la lista de Billboard R&B/Hip-Hop Albums. En el momento de su lanzamiento, Reid dijo a la revista Billboard: «Tenía una visión para ellos, entonces eso era acerca de la sofisticación de los jóvenes con el atractivo sexual». El trío también realizó una versión remix de «So Many Ways» con el rapero Jay-Z el 9 de septiembre de 1996 en los Soul Train Lady of Soul Awards. «So Many Ways» llegó al puesto número 83 en el Billboard Hot 100 y el número 32 en el UK Singles Chart. Braxton y sus compañeros miembros de The Braxtons sirvieron como el acto de apertura de Toni Braxton en la European Leg de sy Secrets Tour en 1997. The Braxtons decidieron separarse como grupo después de que la cantante Tamar Braxton se fuera para seguir una carrera en solitario con DreamWorks Records en 1998.

### 2000–02:RidiculousyTamar
Más tarde, Tamar se encontraría con Christopher "Tricky" Stewart. Grabó su álbum debut en solitario, Ridiculous, así llamado por los muchos estilos musicales diferentes en el álbum. El álbum generó dos sencillos («Let It Go» y «Just Cuz») con la esperanza de llamar la atención del público; sin embargo, cuando las canciones no consiguieron el impacto en los estaciones de radio urbanos, el álbum fue rechazado y cancelado. Ese mismo año, Tamar apareció en la canción de Sole, «4 The Love of You». En lugar de dejar el álbum, Dreamworks Records abandonó 3 viejas pistas, añadió nuevas, y la renombró Tamar. El sencillo principal «Get None» fue producido por Jermaine "J.D." Dupri y también ofreció versos de rap de él, así como el ex protegido de Jay-Z, Amil. La canción también incluyó voces de fondo sin acreditar y composición de canciones por la ganadora del Grammy y cantante de R&B, Mýa. Tan pronto como la canción comenzó a tomar airplay, Tamar anunció que el álbum sería lanzado a principios de 2000, junto con un segundo sencillo, «If You Don't Wanna Love Me». El álbum ofreció la producción de Missy Elliott, Tim & Bob y Tricky Stewart, pero aun así alcanzó el número 127 en el  Billboard 200. Cuando el segundo sencillo del álbum no consiguió el airplay de radio significativo, su marca la dejó caer de su lista.
En 2001, la canción inédita de Tamar «Try Me» apareció en el álbum de la banda sonora de la película Kingdom Come. Tamar también comenzó a trabajar junto a su hermana Toni Braxton en una serie de canciones y cameos en vídeos, incluyendo el video de «He Wasn't Man Enough». Ella tocó, coescribió y cantó la voz de fondo en las canciones para los álbumes de Toni, The Heat (2000), Snowflakes (2001), More than a Woman (2002), Libra (2005) y Pulse (2010). Cuando su hermana lanzó su revista de Las Vegas, Toni Braxton: Revealed, Tamar volvió a cantar copias de seguridad hasta que fue reemplazada por la cantante Sparkle.

### 2003–08: Problemas de marca y matrimonio
En 2004, Tamar firmó contrato con Casablanca Records de Tommy Mottola y comenzó a trabajar en su segundo álbum. Un sencillo influenciado en «Grindin», «I'm Leaving», fue lanzado con una aparición de Bump J. junto a remixes promocionales con Sheek Louch, Styles P y Ali Vegas. Tamar lanzaría otro sencillo ese mismo año; Sin embargo, el cambiante panorama empresarial de Casablanca interfirió con el proceso de completar el álbum de Tamar. Más tarde dejó la etiqueta sin un lanzamiento comercial para mostrar por su trabajo. Más tarde dejó la marca sin un lanzamiento comercial para mostrar su trabajo. En 2008, Braxton se casó con Vincent Herbert. La pareja había estado saliendo desde 2003. Las fotos de la boda de la pareja surgieron a través de varias revistas y se abrió paso a través del debut en la televisión de Braxton Family Values.

### 2010–13:Love and War
En 2010, Braxton firmó con Universal Records, donde publicó un sencillo «The Heart In Me» en julio de ese año, el cual fue incluido en la compilación Adidas 2: The Music. Su impulso con Universal no alcanzaría un nivel satisfactorio para lanzar un segundo álbum.En enero de 2010, WE TV confirmó que había firmado a Braxton y su madre y hermanas para una serie de reality, Braxton Family Values. El show debutó el 12 de abril de 2011. El 15 de diciembre de 2011, se confirmó que Braxton y su marido Vincent empezarían su propia reality show centrado en su carrera en solitario y su vida de casados. En noviembre de 2011, Braxton interpretó «Love Overboard» en los Soul Train Awards  de 2011 para Gladys Knight. En septiembre de 2012, se dio la noticia de que Braxton había firmado un nuevo contrato de grabación con Streamline Records, una huella de Interscope Records fundada por Vincent. Más tarde ese mes, su programa de televisión Tamar & Vince se estrenó en WE tv. La primera temporada cuenta con múltiples escenas de Tamar grabando su segundo álbum.
Tamar fue la modelo destacada de la colección «Front Row Couture» durante el evento «ELLE/Style 360» de la Semana de la Moda de Nueva York. Tamar fue copresentadora en el programa de televisión de  Tameka Cottle, Tiny Tonight en VH1. La estrella de Basketball Wives, Tami Roman se convirtió en un copresentadora después de Braxton. Más tarde Braxton presentó, The Culturelist, un programa en el canal hermano de BET, Centric. La exmiembro de Destiny's Child, LeToya Luckett se convirtió en la presentadora después de ella. Braxton anunció que estaba embarazada de su primer hijo el 13 de marzo de 2013, durante una entrevista en Good Morning America promocionando la nueva temporada de Braxton Family Values. Ella dio a luz a su hijo, Logan Vincent Herbert, el 6 de junio de 2013.
En marzo de 2013, se reveló que Braxton había firmado con Epic Records antes del lanzamiento de su segundo álbum, Love and War. El sencillo del álbum, la canción principal, fue lanzado el 6 de diciembre de 2012. La canción fue un éxito comercial, pasando 9 semanas en número 1 en la lista Adult R&B Songs. Aunque el sencillo alcanzó el número uno en la lista de iTunes de los Estados Unidos, alcanzó el puesto número 57 en el Billboard Hot 100 y el número 13 en el Hot R&B/Hip-Hop Songs.
Braxton lanzó «The One» como el segundo sencillo de «Love and War» el 7 de mayo de 2013; alcanzó el número 34 en la lista Hot R&B/Hip-Hop Songs. El tercer sencillo, «All The Way Home», fue lanzado el 21 de agosto de 2013; alcanzó el número 96 en el Billboard Hot 100 y el número 37 en el Hot R&B/Hip-Hop Songs. La canción fue seguida por el lanzamiento de Love and War el 3 de septiembre de 2013. El álbum fue un éxito comercial en los Estados Unidos, vendiendo 114.000 copias en su primera semana de apertura y debutando en el número dos en el Billboard 200 y número uno en la lista Top R&B/Hip-Hop Albums. Fuera de los EE. UU., debutó en el número 34 en el UK R&B Albums Chart. La segunda temporada de Tamar & Vince se estrenó el 5 de septiembre de 2013. La segunda temporada se centra en la preparación y el nacimiento del bebé de la pareja, y su lanzamiento de Love and War. Especial de Braxton Listen Up: Tamar Braxton se estrenó en Centric en septiembre de 2013. El primer álbum de Navidad de Braxton, Winter Loversland, fue lanzado el 11 de noviembre de 2013; debutó en el número 43 en el Billboard 200 con 8.000 copias vendidas en su primera semana. En diciembre de 2013, Braxton recibió tres nominaciones para los Premios Grammy de 2014; mejor álbum urbano contemporáneo por Love and War, y mejor canción R&B y mejor interpretación de R&B por la canción del mismo nombre.

### 2014–15:Calling All Lovers,Dancing With the StarsyBraxton Family Christmas
El 25 de febrero de 2014, el remix del sencillo de Robin Thicke, «For the Rest of My Life», que cuenta con Braxton, fue lanzado como un sencillo digital. La temporada 3 de Tamar & Vince fue estrenada en octubre de 2014, y consistió en 10 episodios al igual que las temporadas anteriores.El 6 de octubre, el nuevo sencillo de Braxton «Let Me Know», con el rapero Future alcanzó el puesto número 2 en el Billboard Trending 140, menos de una hora después de su estreno en la cuenta oficial de SoundCloud de Braxton, finalmente alcanzó el número 1 a las 12:00 AM del 7 de octubre. Billboard.com dio la canción 4 de 5 estrellas en su revisión de «Los mejores y peores singles de la semana» para la segunda semana de octubre. Al mismo tiempo, Braxton, y las hermanas Toni y Trina protagonizaron el video musical de su hermana Traci «Last Call».
El 27 de mayo de 2015, se lanzó el sencillo «If I Don't Have You». La canción alcanzó su punto máximo en el número 6 en la lista Adult R&B Songs de Estados Unidos. El nuevo álbum de Braxton, Calling All Lovers, se estrenará el 2 de octubre de 2015. El 2 de septiembre de 2015, Braxton fue revelada como una de las celebridades que competirán en la temporada 21 de Dancing with the Stars; ella fue emparejada con el bailarín profesional Valentin Chmerkovskiy. El sencillo «Catfish» fue lanzado el 10 de septiembre de 2015 junto con el álbum Calling All Lovers disponible para pre-orden en iTunes. El 18 de septiembre de 2015, el sencillo «Angels & Demons» fue lanzado. En octubre de 2015, el grupo The Braxtons incluyendo Toni, Tamar, Traci, Trina y Towanda, lanzaría un nuevo material titulado Braxton Family Christmas como cinco miembros. El álbum fue lanzado el 30 de octubre y puesto en pre-orden el 16 de octubre.
El 11 de noviembre, Braxton reveló que tendría que retirarse de la competencia debido a problemas de salud. Braxton y Chmerkovskiy terminaron en quinto puesto en general.
| Semana | Baile / Canción                        | Puntajes de los jueces   | Puntajes de los jueces   | Puntajes de los jueces   | Resultado        |
| Semana | Baile / Canción                        | Inaba                    | Hough                    | Tonioli                  | Resultado        |
| --- | -------------------------------------- | ------------------------ | ------------------------ | ------------------------ | ---------------- |
| 1 | Quickstep / «Do Your Thing»            | 8                        | 7                        | 8                        | Sin eliminación  |
| 2 | Chachachá / «We Are Family»            | 8                        | 8                        | 8                        | Salvados         |
| 2 | Charlestón / «Living in New York City» | 8                        | 8                        | 9                        | Salvados         |
| 3 | Tango / «A Beautiful Mine»             | 8                        | 91/8                     | 8                        | Salvados         |
| 4 | Rumba / «King»                         | 9                        | 9                        | 9                        | Salvados         |
| 52 | Samba / «End of Time»                  | 7                        | 7/83                     | 7                        | Sin eliminación  |
| 6 | Jazz / «Rhythm Nation»                 | 10                       | 10/104                   | 10                       | Salvados         |
| 7 | Foxtrot / «People Are Strange»         | 8                        | 8                        | 8                        | Últimos salvados |
| 7 | Equipo Freestyle / «This is Halloween» | 10                       | 10                       | 10                       | Últimos salvados |
| 8 | Pasodoble / «Born This Way»            | 9                        | 9                        | 10                       | Salvados         |
| 8 | Duelo de Chachachá / «Fun»             | No ganaron puntos extras | No ganaron puntos extras | No ganaron puntos extras | Salvados         |
| 9 | Contemporánep / «Wicked Game»          | 8                        | 7                        | 7                        | Salvados         |
| 9 | Rumba en equipo / «Hey Jude»           | 9                        | 9                        | 9                        | Salvados         |
| 10 (Semifinal) | —                                      | —                        | —                        | —                        | Abandonaron      |
| 10 (Semifinal) | —                                      | —                        | —                        | —                        | Abandonaron      |
| 1Puntaje dado por el juez invitado Alfonso Ribeiro 2En esta semana, como parte de los «cambios de pareja», Braxton bailó con Louis van Amstel y Chmerkovskiy con Bindi Irwin. 3Puntaje dado por el juez invitado Maksim Chmerkovskiy 4Puntaje dado por la juez invitada Olivia Newton-John. |                                        |                          |                          |                          |                  |

El 21 de noviembre, Braxton Family Christmas debutó en el número 27 en los Estados Unidos en la lista Billboard R&B/Hip-Hop Albums, Número 10 en la lista Hot R&B/Hip-Hop Songs y el número 12 en el Top Holiday Albums el 21 de noviembre de 2015. El álbum alcanzó el puesto 4 en el Heatseekers Albums el 12 de diciembre de 2015.
El 7 de diciembre de 2015, Braxton recibió una nominación al Grammy por «If I Don't Have You» en los Premios Grammy de 2016; Mejor interpretación de R&B de su último álbum titulado Calling All Lovers. En paralelo, había hecho un cameo en la exitosa serie de televisión Being Mary Jane.

### 2016–presente: Salida deThe Realy continua carrera televisiva
El 22 de mayo de 2016, se informó que Braxton había sido despedida de The Real. El 2 de junio de 2016, Braxton confirmó su despido en The Steve Harvey Morning Show. Al final de la entrevista, Steve Harvey anunció que Braxton había firmado para producir su propio programa de entrevistas y series de televisión con 112th Street Productions. En abril de 2017, se anunció que Braxton dejó Epic Records para firmar con eOne Music por un acuerdo de $1 millón de dólares con la marca. El 27 de abril de 2017, Braxton lanzó «My Man» de su próximo quinto álbum de estudio.

## Arte
Braxton posee un rango vocal de cinco octavas de soprano. Ella menciona a Mariah Carey, Whitney Houston, Diana Ross, Kim Burrell y su hermana mayor, Toni Braxton, como algunas de sus influencias.

## Vida personal
Braxton es la más joven de sus hermanos incluyendo sus hermanas Toni, Traci, Towanda y Trina, así como su único hermano Michael, Jr.
En 2001, Braxton estaba casada con su primer esposo, el productor musical Darrell "Delite" Allamby. Allamby fue un compositor y productor que trabajó con su compañero de canciones frecuente Lincoln "Link" Browder, así como con Silk, Busta Rhymes y Gerald Levert. Los dos se conocieron mientras Allamby trabajaba en las canciones de su álbum de debut de 2000,  «Money Can't Buy Me Love» y «Once Again». La pareja se divorció en 2003 después de dos años de matrimonio.
En 2003, Tamar comenzó a salir con Vincent Herbert, un ejecutivo discográfico que conoció a través de su hermana. La pareja se casó el 27 de noviembre de 2008. El 13 de marzo de 2013, en Good Morning America, anunció que esperaba a su primer hijo. Braxton dio a luz a un niño llamado Logan Vincent Herbert el 6 de junio de 2013.
En un episodio de The Real, Braxton reveló que sufría de vitiligo. El 10 de noviembre de 2015, Braxton descubrió que tenía varias embolias pulmonares en su pulmones. La enfermedad la obligó a retirarse de Dancing with the Stars.

## Línea de moda
Braxton lanzó una línea de ropa y calzado lista para usar, Tamar Collection, en noviembre de 2014.

## Discografía
- Tamar (2000)
- Love and War (2013)
- Winter Loversland (2013)
- Calling All Lovers (2015)
- Bluebird Of Happiness (2017)

## Filmografía
| Año           | Título                                            | Rol                              | Notas                                                                  |
| ------------- | ------------------------------------------------- | -------------------------------- | ---------------------------------------------------------------------- |
| 2002          | Intimate Portrait                                 | Ella misma                       | Invitada 1 episodio, programa de TV                                    |
| 2004          | Starting Over                                     | Ella misma                       | Invitada 1 episodio, serie de TV                                       |
| 2011–20       | Braxton Family Values                             | Ella misma                       | Elenco principal, serie de telerrealidad de TV (junto a su familia)    |
| 2012          | The Soul Man                                      | Catherine                        | Episode: "The Ballentine Hands"                                        |
| 2012–17       | Tamar & Vince                                     | Ella misma                       | Elenco principal, serie de telerrealidad de TV                         |
| 2013–16       | The Real                                          | Ella misma                       | Copresentadora, programa de TV (temporadas 1-2)                        |
| 2013–17       | RuPaul's Drag Race                                | Ella misma                       | Juez invitada recurrente, 2 episodios serie de TV MTV                  |
| 2015          | Real Husbands of Hollywood                        | Ella misma                       | Invitada 1 episodio, serie de telerrealidad de TV                      |
| 2015          | Celebrity Family Feud                             | Ella misma                       | Invitada 1 episodio, programa de concursos de TV                       |
| 2015          | Dancing with the Stars                            | Ella misma                       | Participante temporada 21, serie de telerrealidad de TV                |
| 2015          | Being Mary Jane                                   | Ella misma                       | Invitada 1 episodio, serie de TV                                       |
| 2016          | Married to Medicine                               | Ella misma                       | Invitada 1 episodio, serie de telerrealidad de TV                      |
| 2017          | In the Cut                                        | Jackie                           | Invitada 1 episodio, serie de TV                                       |
| 2018          | The View                                          | Ella misma                       | Copresentadora 1 episodio, programa de TV                              |
| 2018          | Uncensored                                        | Ella misma                       | Invitada 1 episodio, serie de TV                                       |
| 2018          | Steve                                             | Ella misma                       | Invitada recurrente (temporada 1)                                      |
| 2018–19       | Hip Hop Squares                                   | Ella misma                       | Invitada recurrente, programa de TV                                    |
| 2019          | Celebrity Big Brother                             | Ella misma                       | Participante programa de telerrealidad de TV (ganadora temporada 2)    |
| 2019          | The Bold and the Beautiful                        | Chef Chambre                     | Invitada 1 episodio, serie de TV                                       |
| 2020          | Legendary                                         | Ella misma/juez invitada         | Invitada 1 episodio, programa de TV                                    |
| 2020          | To Catch A Beautician                             | Ella misma/Presentadora          | Presentadora principal, programa de TV                                 |
| 2020          | Tamar Braxton: Get Ya Life!                       | Ella misma                       | Elenco principal, serie de telerrealidad de TV                         |
| 2020          | Peace of Mind with Taraji                         | Ella misma                       | Invitada 1 episodio, serie de telerrealidad de TV                      |
| 2021          | Baddies ATL                                       | Ella misma/copresentadora        | Invitada 1 episodio, programa de TV                                    |
| 2021          | Entertainment Tonight                             | Ella misma/presentadora invitada | Invitada 1 segmento de TV                                              |
| 2022          | Urban Eats and Treats                             | Ella misma                       | Invitada 1 episodio, serie de TV                                       |
| 2022          | The Surreal Life                                  | Ella misma                       | Elenco principal, serie de telerrealidad de TV (temporada 7)           |
| 2022          | Kingdom Business                                  | Sasha                            | Elenco recurrente, serie de TV                                         |
| 2022—presente | Dish Nation                                       | Ella misma/Presentadora invitada | Presentadora invitada, programa de TV (temporada 10-presente)          |
| 2023          | Queens Court                                      | Ella misma                       | Elenco principal, serie de telerrealidad de TV                         |
| 2023          | Celebrity Game Face                               | Ella misma                       | Invitada 1 episodio, programa de TV                                    |
| 2023          | Basketball Wives                                  | Ella misma/Presentadora          | Invitada 1 episodio, programa de telerrealidad de TV                   |
| 2023          | Black Pop: Celebrating the Power of Black Culture | Ella misma                       | Invitada 1 episodio, programa de TV                                    |
| 2023          | Young Love                                        | Star (voz)                       | Elenco recurrente, serie animada de TV (rol de voz)                    |
| 2024          | College Hill: Celebrity Edition                   | Ella misma                       | Elenco principal, programa de telerrealidad de TV (temporada 3)        |
| 2024—presente | The Braxtons                                      | Ella misma                       | Elenco principal, programa de telerrealidad de TV (junto a su familia) |

## Giras
Principal
- 2014: Love and War Tour (Norteamérica)

Secundario
- 2013: Love in the Future Tour (con John Legend) (Norteamérica)
- 2014: Black Panties Tour (con R. Kelly) (Norteamérica)
- 2015: MJB LIVE TOUR (con Mary J. Blige) (Norteamérica)
- 2015: Promise To Love Tour (con Kem) (Norteamérica)

## Premios y nominaciones
- BET Awards

| Año  | Nominado / Trabajo | Categoría                         | Resultado |
| ---- | ------------------ | --------------------------------- | --------- |
| 2013 | Ella misma         | Mejor artista femenina de R&B/Pop | Nominada  |
| 2013 | Ella misma         | Premio Centric                    | Ganadora  |
| 2014 | Ella misma         | Mejor artista femenina de R&B/Pop | Nominada  |

- Premios Daytime Emmy

| Año  | Nominado / Trabajo | Categoría                                                                                              | Resultado |
| ---- | ------------------ | --- | --------- |
| 2016 | The Real           | Mejor presentador de talk show (compartido con Adrienne Bailon, Loni Love, Jeannie Mai y Tamera Mowry) | Nominada  |
| 2017 | The Real           | Mejor presentador de talk show (compartido con Adrienne Bailon, Loni Love, Jeannie Mai y Tamera Mowry) | Nominada  |

- Premios Grammy

| Año  | Nominado / Trabajo    | Categoría                        | Resultado |
| ---- | --------------------- | -------------------------------- | --------- |
| 2014 | Love and War          | Mejor álbum urbano contemporáneo | Nominada  |
| 2014 | "Love and War"        | Mejor canción R&B                | Nominada  |
| 2014 | "Love and War"        | Mejor interpretación de R&B      | Nominada  |
| 2016 | "If I Don't Have You" | Mejor interpretación de R&B      | Nominada  |

- Soul Train Music Awards

| Año  | Nominado / Trabajo | Categoría                                                       | Resultado |
| ---- | ------------------ | --------------------------------------------------------------- | --------- |
| 2013 | Ella misma         | Mejor nuevo artista                                             | Nominada  |
| 2013 | Ella misma         | Mejor artista femenina de R&B/Soul                              | Ganadora  |
| 2013 | "Love and War"     | Canción del año                                                 | Ganadora  |
| 2013 | "Love and War"     | Registro del Año (Premio de los compositores Ashford y Simpson) | Ganadora  |
| 2013 | "Love and War"     | Vídeo del Año                                                   | Nominada  |
| 2015 | Ella misma         | Mejor artista femenina de R&B/Soul                              | Nominada  |